# XLV Puchar Gordona Bennetta (balonowy)
45 Puchar Gordona Bennetta – zawody balonów wolnych o Puchar Gordona Bennetta zorganizowane w Warstein w Niemczech. Start nastąpił 1 września 2001 roku.

## Uczestnicy
Wyniki zawodów.
| Zajęte miejsce | Balon                  | Załoga Pilot Pomocnik pilota            | Kraj              | Czas lotu [h] | Odległość [km]           | Miejsce lądowania               |
| -------------- | ---------------------- | --------------------------------------- | ----------------- | ------------- | ------------------------ | ------------------------------- |
| 1.             | F-PPSE Le Petit Prince | Vincent Leys Jean-Francois Leys         | Francja           | 77:47         | 1616,60                  | Bräila, Daeni (ROU)             |
| 2.             | PH-KTS Festo Flyer     | Rien Jurg Ron van Houten                | Holandia          | 68:22         | 1473,20                  | Ciolanestii din Deal (ROU)      |
| 3.             | OO-BCX Belgica II      | Phillipe de Cock Ronny van Havere       | Belgia            | 66:32         | 1432,60                  | Sinaia (ROU)                    |
| 4.             | D-OAGH The Goodie      | David Levin Mark Sullivan               | Stany Zjednoczone | 65:54         | 1420,10                  | Priseaca (ROU)                  |
| 5.             | D-OWBA                 | Wilhelm Eimers Bernd Landsmann          | Niemcy            | 48:28         | 1247,60                  | Parsova (ROU)                   |
| 6.             | JA-A1044               | Saburo Ichyoshi Maico Oiwa              | Japonia           | 59:11         | 1151,30                  | w pobliżu Lugoj (ROU)           |
| 7.             | D-OCOL Columbus II     | Josef Höhl Stefan Handl                 | Niemcy            | 59:11         | 1151,30                  | Rosia (ROU)                     |
| 8.             | D-OGGY                 | Richard Abruzzo Carol Rymer-Davis       | Stany Zjednoczone | 40:48         | 1032,00                  | Roszke (HUN)                    |
| 9.             | D-OUEE Rosie O'Grady   | Johann Fürstner Gerald Stürzlinger      | Austria           | 41:24         | 1022,80                  | Asottgalom (HUN)                |
| 10.            | D-OCFT The Nameless    | Christian Stoll Werner Najer            | Szwajcaria        | 40:03         | 1006,40                  | Szeged (HUN)                    |
| 11.            | D-OBCW                 | Heinz Brachtendorf Karl-Heinz Hutmacher | Niemcy            | 34:25         | 944,30                   | na południe od Pecs (HUN)       |
| 12.            | D-OPMB                 | Kurt Frieden Manual Knobelspiess        | Szwajcaria        | 41:14         | 941,30                   | Samod (HUN)                     |
| 13.            | HB-BZH Erdbeere        | Max Krebs Walter Vollenweider           | Szwajcaria        | 23:21         | 553,80                   | W pobliżu Batelov (CZE)         |
| 14.            | D-OWML Münsterland     | Hans Akerstedt Jan Balkedal             | Szwecja           | 16:43         | 386,10                   | Pisen (CZE)                     |
| 15.            | D-OARH                 | Tom Donelly David Sutcliffe             | Wielka Brytania   | 10:23         | 152,80                   | w pobliżu Bad Liebenstein (GER) |
| 16.            | N-69RW                 | Troy Bradley D. Earl Miller             | Stany Zjednoczone | 18:11         | dyskwalifikacja (634,70) | Gardino (ITA)                   |